# GS Consolat
Der Groupe sportif Consolat (kurz GS Consolat; alternativ Consolat Marseille) ist ein Fußballverein aus der südfranzösischen Stadt Marseille. Der Klub, der seine Heimspiele im 1990 Zuschauer fassenden Stade de la Martine im 15. Arrondissement von Marseille austrägt, stieg 2014 erstmals in die dritte Liga auf. 2018 benannte der Verein sich in Athlético Marseille um.

## Geschichte
Der Verein wurde im Jahr 1964 kurz nach dem Entstehen des namensgebenden Stadtviertels Consolat gegründet. In der ersten Phase seines Bestehens kickte die Mannschaft des Klubs in unteren Ligen und konnte sportlich nur wenig auf sich aufmerksam machen. 1983 geriet er einzig dadurch in die Schlagzeilen, dass es in seinem Umfeld zu einer Schießerei kam. Im selben Jahr übernahm der damals 23-jährige Arbeitslose Jean-Luc Mingallon die Führung des Vereins, der mit einem Kassenstand von 5,75 französischen Francs dem Bankrott äußerst nahe war. Mingallon blieb jahrzehntelang im Amt, erwirkte zahlreiche Umstrukturierungen und unter seiner Ägide begann mit der Zeit der sportliche Höhenflug.
1999 gelang der Aufstieg in die sechstklassige Division d’Honneur. Diese schloss die Mannschaft am Ende der Spielzeit 2005/06 auf dem ersten Platz ab und stieg daraufhin in die fünfte Liga CFA2 auf. 2011 wurde mit der Qualifikation für die vierthöchste Spielklasse CFA, die sich landesweit in vier Gruppen aufteilt, der nächste große Schritt erreicht. Auch auf diesem Niveau fasste Consolat auf Anhieb Fuß, wobei 2012 der erste Absteiger um sechs Punkte auf Distanz gehalten wurde.
Im Verlauf der Saison 2012/13 erreichte der GS Consolat zum ersten Mal in seiner Geschichte die Endrunde des französischen Pokalwettbewerbs. In der Runde der letzten 64 Mannschaften traf die Elf auf die ebenfalls viertklassige AS Moulins, musste unmittelbar vor dem anstehenden Spielende den 1:1-Ausgleichstreffer hinnehmen und schied durch eine Niederlage im Elfmeterschießen aus.
Zur Spielzeit 2013/14 wurde angesichts eines Budgets von 300.000 Euro, mit dem man zu den Schlusslichtern in der Liga zählte, als Ziel der Klassenverbleib ausgegeben. Unter der Führung von Trainer Léon Galli konnte die Elf überraschen, setzte sich an die Tabellenspitze und war am Ende als Sieger ihrer regionalen Gruppe zum Aufstieg in die frankreichweit ausgetragene dritte Liga berechtigt. Anschließend wurde mit William Prunier ein ehemaliger französischer Nationalspieler mit Drittligaerfahrung zum neuen Trainer berufen. 2016 war nach zeitweiliger Tabellenführung ein Aufstieg in die Zweitklassigkeit bis zum letzten Spieltag möglich, wurde aber mit einem Punkt Rückstand auf den SC Amiens verfehlt. Zwei Jahre darauf stieg GS Consolat stattdessen in die vierte Liga ab und benannte sich in Athlético Marseille um. Zur Saison 2019/20 wurde die erste Mannschaft des Vereins sogar in die fünftklassige National 3 zwangsversetzt.

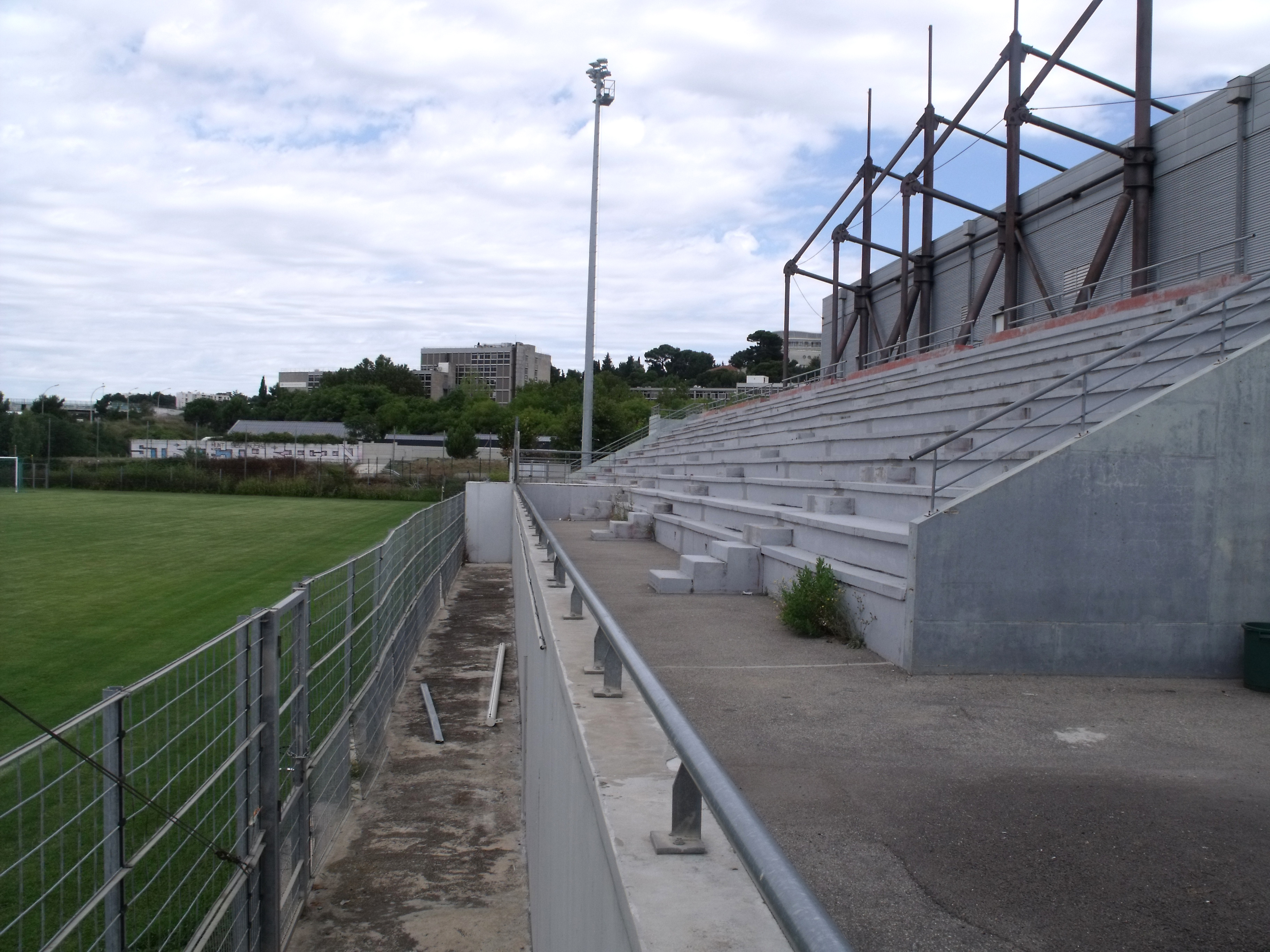
Teilansicht des Stadions

## Image und lokale Bedeutung
Mit dem Aufstieg in die dritthöchste Spielklasse 2014 festigte Consolat seine Rolle als Nummer zwei der Stadt hinter dem international renommierten Nachbarn Olympique Marseille. Insbesondere im Gegensatz zu Olympique betrachtet sich Consolat als der „Klub der Armen“, was vor allem auf die Lage im sozial schlechter gestellten Nordteil der Stadt zurückzuführen ist.
Das Viertel Consolat zählt rund 2500 Einwohner und leidet wie auch die umliegenden Gebiete unter einer extrem hohen Jugendarbeitslosigkeit sowie einer hohen Kriminalitätsrate. Der Fußballverein sorgt hingegen durch seinen sportlichen Erfolg für eine positive Außenwirkung, weswegen ihn die Zeitung Libération als „Botschafter der Nordviertel [von Marseille]“ bezeichnete.